# 皮耶韦-德尔格拉帕
皮耶韦-德尔格拉帕（義大利語：Pieve del Grappa）是意大利威尼托大区特雷維索省的市镇。面积为37.34平方公里，2019年人口数量为6,688人。
该市镇是在2019年1月30日由克雷斯帕诺-德尔格拉帕和帕代尔诺-德尔格拉帕两市镇合并而成的。